# Pátina (motores)
La pátina es el elemento que regula y responde por la conservación del conmutador en las máquinas eléctricas. 
La pátina del conmutador o del anillo rozante es perfectamente análoga a lo que es nuestra piel. 
La pátina debe formarse de manera uniforme, es lo que se le exige básicamente. Una pátina dispareja es indicio de alguna dificultad y en general, una ausencia de pátina les habla de un frotamiento mucho mayor, que va a terminar por arruinar la superficie del conmutador.

## De qué está compuesta
La pátina consiste principalmente en una mezcla de óxidos de cobre y grafito, que al mismo tiempo se adhieren a la superficie e impurezas provenientes del material de la escobilla y de la atmósfera. Los factores más importantes que afectan a su espesor son la temperatura del colector o conmutador, que influye en la rapidez de oxidación y la densidad de corriente en la escobilla, que afecta a la rapidez con que el óxido se reduce a metal por reacción química con el carbón al pasar bajo la superficie de la escobilla. 
La pátina en un colector o en un anillo rozante, la cual desempeña un papel importante en el comportamiento de la escobilla, no debe considerarse como estable sino que cambia constantemente bajo los efectos opuestos de los factores que la forman y los que la destruyen
Encontramos que la pátina tiene tres o cuatro capas distintas - óxido de cobre, pátina de grafito partículas sueltas de grafito y un componente de vapor de agua. La pátina se forma por la acción de frotamiento de la escobilla contra el colector y por el flujo normal de corriente entre ambos. Puede tomar desde varias horas hasta varios días para completar la pátina satisfactoria. La superficie del colector nunca es absolutamente uniforme a pasar de que así parezca al tacto y a la vista, sus regularidades imposibilitan la adherencia de la pátina.

## Análisis de sus componentes

### ¿De dónde provienen exactamente los componentes de la pátina?
El origen de dos de ellos es más o menos obvio. La propia escobilla suministra el material para la pátina de grafito y para la de grafito suelto. Las partículas microscópicas provenientes de las escobillas y producidas cuando el colector gira, forman dos capas y algún desplazamiento electrolítico del grafito de las escobillas hacia el colector se agrega a la pátina formada. El cobre de la superficie del colector más el oxígeno diatómico del aire forman la capa del óxido de cobre.
La otra capa, la capa del vapor de agua, proviene de la atmósfera circundante y la cantidad presente en cada momento depende de a humedad relativa y de la temperatura. Esta capa de vapor de agua, aunque extremadamente fina es de vital importancia. Funciona como una superficie de deslizamiento muy semejante a la de la fina pátina de agua que se forma bajo el peso de sus patines permitiéndole deslizarse sin esfuerzo a través de la laguna helada.  Si no hay capa de vapor de agua para la lubricación, habrá una tendencia inmediata al engarrotamiento entre las escobillas y el colector y sus escobillas se desgastarán muy rápidamente. Este caso es particularmente predominante en áreas de gran altitud y baja humedad., en el cual las escobillas deben ser tratadas químicamente para asegurar que depositen sobre el colector una pátina durable en compensación de la deficiente cantidad de vapor de agua y de oxígeno en la atmósfera.
La superficie de cobre desnudo, una de esas pátinas necesarias, no ayuda por sí misma a un buen rendimiento de la máquina. Normalmente, en un colector nuevo o reacondicionado, las escobillas comienzan rápidamente a establecer su pátina característica. Algunas escobillas entregan una pátina más pesadas que otras, dependiendo del grado de las escobillas. Y algunas escobillas requieren una mayor densidad de corriente que otras para establecer y mantener una pátina satisfactoria.
Así tenemos que la pátina se compone de 3 elementos básicos que no deben faltar en el ambiente o en el entorno de su máquina. Estos elementos son: El agua, el óxido de cobre y el grafito. Ninguno de los tres debe faltar porque eso ocasionaría una mala formación de pátina.
El agua es la humedad natural del ambiente. Hay ambientes demasiado secos, que originan pátinas muy delgadas y hay ambientes demasiado húmedos que originan pátinas demasiado gruesas.
Es bien cierto que a veces la pátina define los rasgos de operación de la máquina de corriente continua. 
Las pátinas gruesas son buenas porque bajan la fricción. El conmutador está mejor protegido con una pátina gruesa, pero está tiene el inconveniente de tender a calentarse con facilidad y puede ser susceptible a favorecer el chisporroteo. Cuando haya una pátina muy gruesa, lo mejor es dejarla, y ver que comportamiento sigue. Si la pátina tiende a seguir engrosando, ella misma le va a indicar que pasó del punto máximo de espesor, ya que comenzarán a chisporrotear las escobillas. En ese punto de chisporroteo, se debe pasar un abrasivo flexible, suave, y retirar el exceso de pátina para aliviar el problema. 
Por el contrario una pátina delgada, es una pátina que favorece la conmutación y que no se calienta demasiado. Es simple, cuando tengan una máquina de conmutación difícil, la pátina debe mantenerse delgada.
Cuando no hay formación de pátina, hay que buscar alguna de las razones que se mencionan para ver que puede estar ocurriendo. Hay mecanismos ajenos al conjunto colector-escobilla que pueden ayudar en la formación de la pátina. 
A veces se pueden aplicar ceras sobre el conmutador para ayudar a formar la pátina, incluso la madera de pino verde tiene una excelente composición para mejorar la formación de la pátina, ya que la temperatura de la máquina funde la resina de la madera. Está al depositarse sobre el colector acelera la formación de la pátina en casos difíciles. Esto debe ser considerado sólo como un paliativo al problema, el cual debe ser estudiado en profundidad para encontrar el problema y darle la solución adecuada.
El agua puede desaparecer del entorno de su máquina bien sea por ambientes secos o presencia de vapores químicos.
El óxido de cobre sólo se va a formar con la presencia de oxígeno y el cobre de las delgas. El oxígeno también puede desaparecer del ambiente por razones químicas, contaminación por nitrógeno por ejemplo, ácido nítrico, ácido sulfúrico, amoníaco y otros elementos que son causa de una mala formación de pátina.
El caso más simple de la falta de oxígeno en las pátinas, tiene que ver con los motores de los aviones. Los grande aviones trasatlánticos se pasan de 10 a 12 horas a más de 10000 m de altura, a una temperatura de -60 °C y con muy poca cantidad de oxígeno. En estas condiciones se hace indispensable un tratamiento especial en las escobillas para que formen pátina y su vida sea más elevada. 
El tratamiento consiste en agregar a la escobilla un químico como el bisulfuro de molibdeno que reduce la fricción y acelera la formación de la pátina. Es importante mencionar, hablando de los menos 60 °C, que para que una pátina se forme correctamente la temperatura de fricción o ambiental debe alcanzar más de 50 °C. A 30-35 °C de temperatura del colector no hay formación de pátina. El conmutador se raya y se presenta un fenómeno que se denomina arrastre de cobre. La delga comienza a extruírse poco a poco y si llega a hacer contacto con la delga siguiente, tendrán Uds. un problema bastante serio con la máquina.
El grafito está en la escobilla, pero el grafito llega a la pátina, no por fricción ni por rozamiento, sino eléctricamente. Se necesita de los electrones para que el grafito llegue a la pátina. 
Esta deposición no ocurre de manera fácil, o por lo menos no tan sencilla como podamos imaginarla. Primero hace falta que circule por la escobilla una adecuada cantidad de corriente (Densidad Nominal) Este paso de corriente ocasiona un flujo potente de electrones dentro de la escobilla que por efecto de repulsión hacen que esta, a muy pequeña escala, se separe del colector. 
Este fenómeno del paso de corriente les explica claramente el por qué las pátinas se forman mucho mejor con un adecuado (nominal) paso de corriente, ya que la fuerza de repulsión de la escobilla sobre el colector, tiende no solo a mejorar el aporte de grafito sino que, al separar la escobilla del colector, se disminuye la fricción por roce mecánico.